# Viaggi organizzati
Viaggi organizzati prodotto da Mauro Malavasi che cura gli arrangiamenti. è l'undicesimo album in studio del cantautore italiano Lucio Dalla, pubblicato nel 1984 dalla Pressing: è il suo ultimo album inciso originariamente in vinile.
Si tratta del primo album dell'artista bolognese pubblicato con l'etichetta discografica da lui stesso fondata e diretta, e il primo lavoro senza la collaborazione degli Stadio.

## Descrizione
questo album si discosta dalle sonorità dei precedenti lavori del cantautore bolognese, orientandosi verso un sound più elettropop.

## Tracce
Testi e musiche di Lucio Dalla, eccetto dove indicato.
Lato A
1. Tutta la vita – 4:53
2. Toro – 4:13
3. Aquila – 4:33 (Dalla, Ron)
4. 60.000.000 di anni fa – 4:47

Lato B
1. Stornello – 4:15 (Dalla, Ron)
2. Viaggi organizzati – 4:52
3. Washington – 4:33 (Dalla, Tullio Ferro)
4. Tu come eri – 4:50

## Formazione
- Lucio Dalla – voce, tastiere, sax
- Mauro Malavasi – tastiera, sintetizzatore, batteria, cori, arrangiamento
- Bruno Mariani – chitarra
- Serse May – tastiera, programmazione
- Ron – pianoforte, tastiera
- Roberto Costa – tastiera, basso
- Mauro Gherardi – batteria, percussioni

Produzione
- Mauro Malavasi – produzione, missaggio, mastering